# 橫帶鰺
橫帶鰺（学名：Caranx vinctus）为輻鰭魚綱鱸形目鱸亞目鲹科鲹属的鱼类。

## 分類及命名
本魚首先由美國魚類學家大衛·斯塔爾·喬丹和查爾斯·亨利·吉爾伯特於1882年根據從墨西哥錫那羅亞採取的標本進行科學描述，該標本成為了模式種。他們將新種命名為Caranx vinctus，拉丁語起源的特定加詞意為「束縛」，是以本種垂直條紋進行描述。從那時起，該物種就被歸類在Caranx或Carangoides屬中，最近的一項分子系統發育研究表明該物種與其他Caranx物種的關係最密切。

## 分布
本魚分布於中太平洋東部，從下加利福尼亞半島至秘魯海域，深度可達50公尺。

## 特徵
本魚體呈卵形而側扁，背側輪廓比腹側輪廓稍微凸出，特別是在前面，鼻子略尖。背鰭有2個，背鰭硬棘8枚、背鰭軟條22-24枚，臀鰭硬棘2枚、臀鰭軟條18-21枚，眼睛的後部脂肪眼瞼稍微發達，而上頜包含一排強壯的犬齒和一條內部的犬齒，而下顎只有一排犬齒。39至44個鰓耙和25個椎骨。體背部暗褐色，通常呈金綠色反射，側面有8或9個不完整的深色豎條，上部有一個明顯的暗點。胸鰭，骨盆和棘背鰭對昏暗是透明的，而第二背鰭是尖端的黃色，尾鰭和臀鰭呈黃色至暗黃色，體長可達37公分。

## 生態及經濟利用
本魚沿海淺水域，生活習性不明，目前已知屬於肉食性，以小魚及甲殼類為食，可做為食用魚及遊釣魚。